# Lars Thomsson

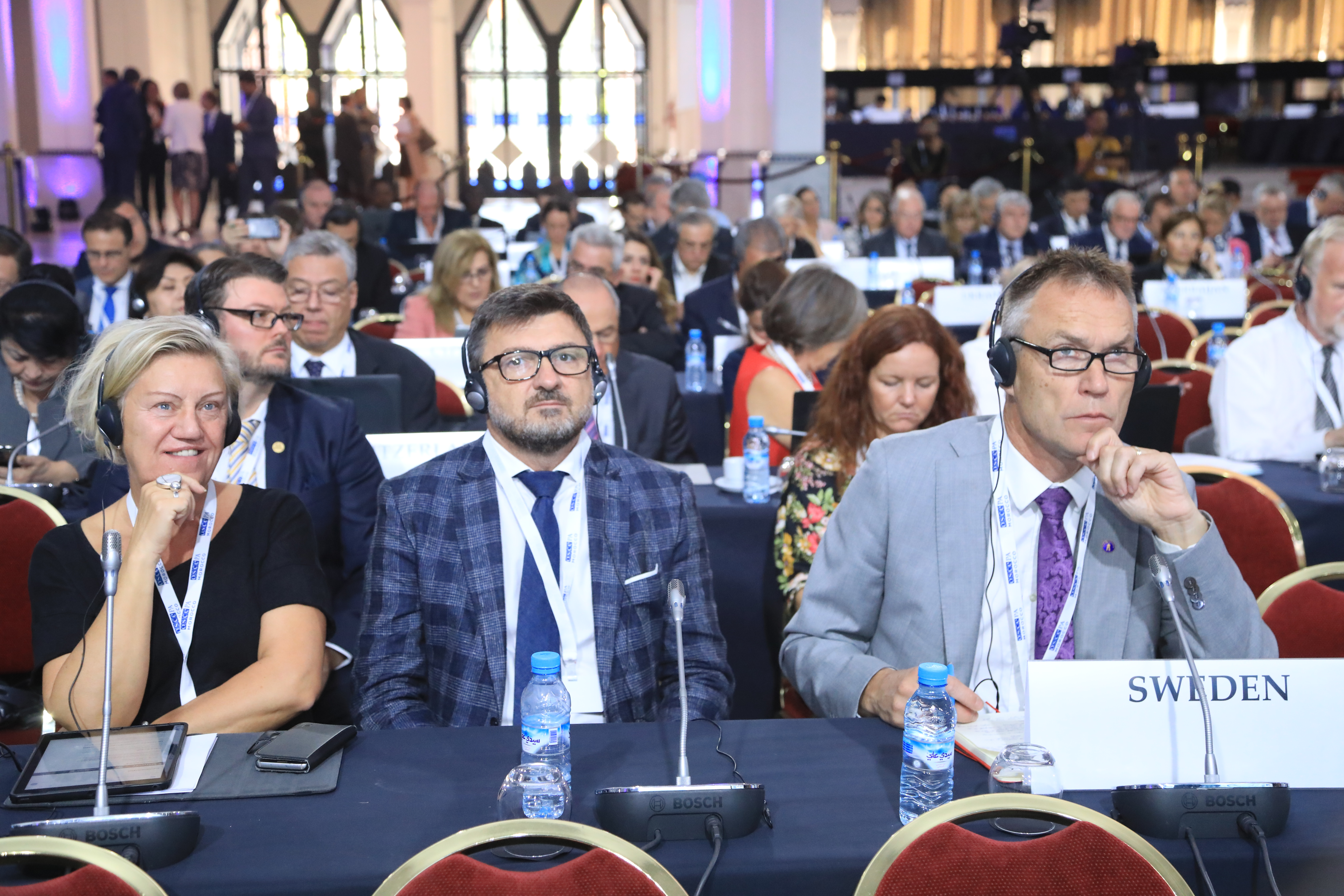
Carina Ödebrink (à esquerda), Jasenko Omanović (ao centro) e Lars Thomsson (à direita) na Reunião de Outono da OSCE em outubro de 2019

Lars Thomsson (nascido em 1964) é um político sueco e membro do Riksdag pelo Partido do Centro. Ele entrou no Riksdag após as eleições legislativas de 2018, e actualmente ocupa o assento n.º 14 no Riksdag pelo círculo eleitoral do condado de Gotland. Ele é membro da delegação sueca à OSCE, e actua como suplente no Riksdag para o Comité de Finanças, Comité de Defesa e Comité de Justiça.